# Fight for You
«Fight for You» es una canción de la cantante estadounidense H.E.R. escrita para la película de 2021 Judas y el Mesías Negro. H.E.R lo coescribió con Tiara Thomas y lo co-compuso y coprodujo con D'Mile. RCA Records lo lanzó como sencillo digital el 4 de febrero de 2021.
La canción recibió múltiples nominaciones relacionadas con premios cinematográficos, incluido el Globo de Oro a la mejor canción original y el premio Critics 'Choice Movie Award a la mejor canción. Finalmente, ganó el Premio Óscar a la Mejor Canción Original. "Fight for You" alcanzó el número 43 en la lista Ultratip de Flanders.

## Composición
H.E.R. coescribió "Fight for You" con Tiara Thomas, y co-compuso y coprodujo con D'Mile. La canción fue escrita para la película de 2020 Judas y el Mesías Negro, una película biográfica sobre cómo William O'Neal traicionó a Fred Hampton, el presidente de la sección de Illinois del Partido Pantera Negra a fines de la década de 1960. El director de la película Shaka King le dijo a H.E.R. que quería escuchar "algo contemporáneo con ecos de 1968". Después de escuchar elementos inspirados en Curtis Mayfield, aprobó la canción. H.E.R. dijo que "no hay mucho que separe ese tiempo y esa historia de lo que está sucediendo ahora mismo con el movimiento Black Lives Matter en la comunidad negra".. La letra habla sobre el racismo, la brutalidad policial y la igualdad.
Musicalmente, los críticos de música dijeron que "Fight for You" estaba influenciada por el funk-soul, el rhythm and blues de los sesenta, y el soul de los sesenta y setenta. Tiene un sonido uptempo y comienza con una batería "agresiva".

## Promoción
"Fight for You" fue lanzado como el sencillo principal de Judas and the Black Messiah: The Inspired Album el 4 de febrero de 2021. H.E.R. interpretó la canción en vivo en The Late Show with Stephen Colbert en febrero de 2021 y se transmitió una actuación pregrabada en el pre-show 93.º de los Premios de la Academia , Oscars: Into the Spotlight.

## Recepción crítica
Kyle Eustice dijo que H.E.R. transmite la vibra del cantante Marvin Gaye en "Fight for You". Andy Kellman comentó que el cantante hace sombra a "You're the Man" de Gaye.

## Premios y nominaciones
| Año  | Ceremonia de premiación         | Categoría                                 | Resultado | Ref.   |
| ---- | ------------------------------- | ----------------------------------------- | --------- | ------ |
| 2020 | Critics' Choice Movie Awards    | Mejor canción                             | Nominado  | [ 15 ] |
| 2020 | Black Reel Awards               | Canción original                          | Nominado  | [ 16 ] |
| 2020 | Hollywood Music in Media Awards | Mejor Canción Original en un Largometraje | Nominado  | [ 17 ] |
| 2021 | Golden Globe Awards             | Mejor canción original                    | Nominado  | [ 18 ] |
| 2021 | Premios Óscar                   | Mejor canción original                    | Ganadora  | [ 19 ] |
| 2021 | Gold Derby Awards               | Mejor canción original                    | Nominado  | [ 20 ] |
| 2021 | MTV Video Music Awards          | Mejor video con mensaje social            | Nominado  | [ 21 ] |

### Línea de tiempo
| Predecesor: «(I'm Gonna) Love Me Again» de Rocketman | Óscar a la mejor canción original 2021 | Sucesor: «No Time to Die» de No Time to Die |